# Ивченко, Владимир Иванович
Влади́мир Ива́нович И́вченко (1919—1996) — Гвардии полковник Советской Армии, участник Великой Отечественной войны, Герой Советского Союза (1945).

## Биография
Владимир Ивченко родился 22 мая 1919 года в селе Лозовая Павловка (ныне — в черте города Брянка Луганской области Украины). Украинец. После окончания семи классов школы и школы фабрично-заводского ученичества работал слесарем Ворошиловградского станкостроительного завода. В 1940 году Ивченко был призван на службу в Рабоче-крестьянскую Красную Армию. В 1943 году он окончил Ворошиловградскую военную авиационную школу пилотов. С февраля того же года — на фронтах Великой Отечественной войны. Принимал участие в боях на Южном, 4-м Украинском и 3-м Белорусском фронтах. Участвовал в освобождении Украинской ССР и Крыма, Белорусской и Литовской ССР, боях в Восточной Пруссии.
К ноябрю 1944 года гвардии старший лейтенант Владимир Ивченко командовал звеном 74-го гвардейского штурмового авиаполка 1-й гвардейской штурмовой авиадивизии 1-й воздушной армии 3-го Белорусского фронта. К тому времени он совершил 106 боевых вылетов на штурмовку скоплений боевой техники и живой силы противника, нанеся тому большие потери.
Указом Президиума Верховного Совета СССР от 19 апреля 1945 года за «образцовое выполнение боевых заданий командования на фронте борьбы с немецкими захватчиками и проявленные при этом мужество и героизм» гвардии старший лейтенант Владимир Ивченко был удостоен высокого звания Героя Советского Союза с вручением ордена Ленина и медали «Золотая Звезда» за номером 6206.
Всего же за время своего участия в боевых действиях Ивченко совершил более 150 боевых вылетов. После окончания войны он продолжил службу в Советской Армии. В 1948 году Ивченко окончил Высшие офицерские лётно-тактические курсы Военно-воздушных сил. В 1958 году в звании полковника он был уволен в запас. Проживал в Луганске. 
Скончался 1 июня 1996 года, похоронен в Луганске.
Был также награждён тремя орденами Красного Знамени, орденами Богдана Хмельницкого 3-й степени, Александра Невского, двумя орденами Отечественной войны 1-й степени, орденом Красной Звезды, рядом медалей.